# Список умерших в 867 году

## Январь
- 9 января — Людовик Мэнский, аббат монастырей Сен-Дени, Сен-Рикье и Сен-Вандриль (Фонтенель); незаконный сын графа Мэна Роргона I и Ротруды[1].

## Февраль
- 11 февраля — Феодора, византийская императрица, жена императора-иконоборца Феофила, регентша (842—856) при своём сыне императоре Михаиле III[2].

## Март
- 21 марта:
  - Осберт, король Нортумбрии (848—867)[3];
  - Элла II, король Нортумбрии (862/863—867)[3].

## Сентябрь
- 8 сентября — Сари ас-Сакати, исламский богослов, известный представитель второго поколения суфиев.
- 24 сентября — Михаил III (27), византийский император (842—867), последний правитель Аморейской династии.

## Ноябрь
- 13 ноября — Николай I, Папа Римский (858—867)[4].

## Дата смерти неизвестна или требует уточнения
- Асл, скандинавский король Дублина (ок. 863—ок. 867).
- Ашот Кекела, принц из династии Багратионов, второй сын Адарнасе II, князя Тао-Кларджети.
- Галиндо I Аснарес, граф Сердани (между 824 и 833—834/835), Урхеля (между 824 и 833—834/838), Пальярса и Рибагорсы (833—844) и Арагона (844—867)[5].
- Лазарь Константинопольский, монах-иконописец, деятель периода иконоборчества, почитается в лике святых как исповедник[6].